# Папа Урбан III
Папа Урбан III (лат. Urbanus III; преминуо 20. октобра 1187. године), рођен је као Уберто Кривели, био је поглавар Католичке цркве од 25. новембра 1185. године све до смрти 1187. године.
Папа Луције III именује га кардиналом и надбискупом Милана, којег наслеђује 25. новембра 1185. године. Енергично преузима неспоразуме свог претходника са Светим римским царем Фридрихом I Барбаросом, укључујући сталне спорове око управљања територијом грофице Матилде од Тоскане. Чак и после уздизања до папства Урбан наставља да управља надбискупијом Милана, одбивши да крунише као краља Италије сина Фридриха I, принца Хенрија, који је ожењен Констанцом од Сицилије, наследницом краљевства Сицилије. 
Док је Хенри на југу сарађивао са побуњеницима римског сената, Фридрих I на северу блокира пролазе код Алпа, прекинувши комуникацију између папе, који је у то време живео у Верони, и његових немачких присталица. Урбан III је одлучио да ескомуницира Фридриха I, али Вероњани су протестовали да се нешто тако решава међу зидинама њиховог града. У складу са тиме повлачи се у Ферару где умире пре него сто је успрео у својим намерама. Наслеђује га Папа Гргур VIII.
Према легенди, он је преминуо од туге након што је чуо вести о поразу крсташа у јулу 1187. године у бици код Хатине.